# 福岡市立次郎丸中学校
福岡市立次郎丸中学校（ふくおかしりつじろうまるちゅうがっこう）は、福岡県福岡市早良区次郎丸6丁目3番1号にある公立中学校。愛称は「次中（じっちゅう）」。

## 概要
有田・賀茂・原などの各地区に加え、大規模団地である星の原団地と有田団地を校区に持つ。
生徒のほとんどは福岡市立有田小学校と福岡市立賀茂小学校の出身者で構成されている。
また、中学校内に福岡市としては唯一、子供プラザが併設されている。

## 交通
国道202号のバイパス道路である福岡外環状道路が学校北側を通っている。
最寄り駅は七隈線の「賀茂駅」。
最寄りのバス停は西鉄バス「次郎丸中学校前」、「賀茂駅北」、「賀茂駅南」。